# غابرييلا باتريسيا تشافيز
غابرييلا باتريسيا تشافيز (بالإسبانية: Gabriela Patricia Chávez) هي لاعبة كرة قدم أرجنتينية، ولدت في 9 أبريل 1989 في الأرجنتين. شاركت مع منتخب الأرجنتين لكرة القدم للسيدات.

## وصلات خارجية
- غابرييلا باتريسيا تشافيز على موقع الاتحاد الدولي (مؤرشف)  (الإنجليزية)
- غابرييلا باتريسيا تشافيز على موقع قاعدة بيانات كرة القدم.إي يو (الإنجليزية)
- غابرييلا باتريسيا تشافيز على موقع Soccerway.com (الإنجليزية)
- غابرييلا باتريسيا تشافيز على موقع عالم كرة القدم.نت (الإنجليزية)
- غابرييلا باتريسيا تشافيز على موقع اللجنة الأولمبية الدولية (الإنجليزية)
- غابرييلا باتريسيا تشافيز على موقع أوليمبيديا (الإنجليزية)
- غابرييلا باتريسيا تشافيز على موقع اللجنة الأولمبية الأرجنتينية (الإسبانية)